# Coppa del Generalissimo 1951 (hockey su pista)
La Coppa del Generalissimo 1951 è stata l'8ª edizione della principale coppa nazionale spagnola di hockey su pista. Il torneo ha avuto luogo dal 12 al 13 maggio 1951.
Il trofeo è stato vinto dall'Espanyol per la quinta volta nella sua storia superando in finale il Reus Deportiu.

## Squadre qualificate
- Barcellona
- Espanyol
- GEIEG Girona
- Reus Deportiu

## Risultati

### Semifinali
| Squadra 1      | Risultato | Squadra 2    |
| -------------- | --------- | ------------ |
| 12 maggio 1951 |           |              |
| Reus Deportiu  | 4 - 1     | GEIEG Girona |
| Espanyol       | 2 - 0     | Barcellona   |

### Finale
| Barcellona 13 maggio 1951 | Reus Deportiu | 4 – 9 (d.t.s.) | Espanyol |  |